# Premio Gianni Di Venanzo
Il Premio Internazionale della Fotografia Cinematografica Gianni Di Venanzo è un premio cinematografico che si svolge annualmente a Teramo dal 1996, organizzato dall'associazione Teramo Nostra, intitolato alla memoria del direttore della fotografia Gianni Di Venanzo.
Assegna premi denominati Esposimetri d'oro ai migliori direttori della fotografia italiani, stranieri, alla carriera e alla memoria.

## Albo d'oro
- 1996
  - Premio alla memoria: Pasqualino De Santis, Leonida Barboni e Enzo Serafin
- 1997
  - Premio alla memoria: Aldo Tonti
  - Premio alla carriera: Giuseppe Rotunno
  - Miglior fotografia italiana: Mario Vulpiani – La lupa
  - Miglior fotografia straniera: Christopher Doyle – Happy Together (Chūnguāng zhàxiè)
- 1998
  - Premio alla memoria: Gregg Toland
  - Premio alla carriera: Carlo Di Palma
  - Miglior fotografia italiana: Dante Spinotti – L.A. Confidential
  - Miglior fotografia straniera: Roberto Berta – Appassionata[non chiaro]
- 1999
  - Premio alla memoria: Gabriel Figueroa
  - Premio alla carriera: Armando Nannuzzi
  - Miglior fotografia italiana: Pasquale Mari – Harem Suare
  - Miglior fotografia straniera: Janusz Kamiński - Salvate il soldato Ryan (Saving Private Ryan)
  - Esposimetro di platino alla carriera: Otello Martelli
  - Targa speciale fiction: Sergio Salvati
- 2000
  - Premio alla memoria: Ubaldo Arata
  - Premio alla carriera: Tonino Delli Colli
  - Miglior fotografia italiana: Fabio Cianchetti – Canone inverso - Making Love e Il dolce rumore della vita
  - Miglior fotografia straniera: Freddie Francis – Una storia vera (The Straight Story)
- 2001
  - Premio alla memoria: Sacha Vierny
  - Premio alla carriera: Franco Di Giacomo
  - Miglior fotografia italiana: Camillo Bazzoni – Rosa e Cornelia
  - Miglior fotografia straniera: Baharam Badakhshani – Il cerchio (Dāyere)
  - Targa speciale fiction: Giuseppe Berardini
- 2002
  - Premio alla memoria: Massimo Terzano
  - Premio alla carriera: Marcello Gatti
  - Miglior fotografia italiana: Cesare Accetta - L'inverno
  - Miglior fotografia straniera: Chris Menges – La promessa (The Pledge)
  - Targa speciale fiction: Franco Di Giacomo
- 2003
  - Premio alla memoria: Conrad Hall
  - Premio alla carriera: Ennio Guarnieri
  - Miglior fotografia italiana: Daniele Nannuzzi – El Alamein - La linea del fuoco
  - Miglior fotografia straniera: Tilman Buttner – Arca russa (Russkij Kovčeg)
  - Targa speciale fiction: Stefano Ricciotti
- 2004
  - Premio alla memoria: Gábor Pogány
  - Premio alla carriera: Luigi Kuveiller
  - Miglior fotografia italiana: Paolo Carnera – L'amore ritorna
  - Miglior fotografia straniera: Baek Dong-hyun – Primavera, estate, autunno, inverno... e ancora primavera (Bom yeoreum gaeul gyeoul geurigo bom)
- 2005
  - Premio alla memoria: Claude Renoir
  - Premio alla carriera: Pierre Lhomme
  - Miglior fotografia italiana: Italo Petriccione – Quo vadis, baby?
  - Miglior fotografia straniera: Éric Gautier – Clean
  - Targa speciale fiction: Gianni Mammolotti
  - Miglior fotografia videoclip: Sebastiano Bontempi – Love
- 2006
  - Premio alla memoria: Mario Bava
  - Premio alla carriera: Beppe Lanci
  - Miglior fotografia italiana: Stefano Falivene – Anche libero va bene
  - Miglior fotografia straniera: José Luis Alcaine – Volver
  - Targa speciale fiction: Adolfo Troiani
- 2007
  - Premio alla memoria: Paul Ivano
  - Premio alla carriera: Alvaro Mancori
  - Miglior fotografia italiana: Arnaldo Catinari – Nero bifamiliare
  - Miglior fotografia straniera: Tetsuo Nagata – La Vie en rose (La Môme)
  - Targa speciale fiction: Sandro Grossi e Giuseppe Berardini
- 2008
  - Premio alla memoria: Carlo Montuori
  - Premio alla carriera: Danilo Desideri
  - Miglior fotografia italiana: Marco Onorato - Gomorra
  - Miglior fotografia straniera: Bruno Delbonnel – Across the Universe
  - Targa speciale fiction: Pino Venditti
- 2009
  - Premio alla memoria: Henri Alekan
  - Premio alla carriera: Alfio Contini
  - Miglior fotografia italiana: Daniele Ciprì - Vincere
  - Miglior fotografia straniera: Hoyte van Hoytema - Lasciami entrare (Låt den rätte komma in)
  - Targa speciale fiction: Giovanni Cavallini - Mal'aria
- 2010
  - Premio alla memoria: Vilko Filac
  - Premio alla carriera: Vittorio Storaro
  - Miglior fotografia italiana: Giovan Battista Marras – Puccini e la fanciulla
  - Miglior fotografia straniera: (ex aequo)
  - Caroline Champetier – Uomini di Dio (Des hommes et des dieux)
  - Stéphane Fontaine - Il profeta (Un prophète)
- 2011
  - Premio alla memoria: Renato Del Frate
  - Premio alla carriera: Luciano Tovoli
  - Miglior fotografia italiana: Adolfo Bartoli – Il mercante di stoffe
  - Miglior fotografia straniera: Timo Salminen – Miracolo a Le Havre (Le Havre)
- 2012
  - Premio alla memoria: Marco Onorato
  - Premio alla carriera: Raoul Coutard
  - Miglior fotografia italiana: Enrico Lucidi – Troppo amore
  - Miglior fotografia straniera: Guillaume Schiffman – The Artist
- 2013
  - Premio alla memoria: Giuseppe Ruzzolini
  - Premio alla carriera: Claudio Cirillo
  - Miglior fotografia italiana: Luca Bigazzi – La grande bellezza
  - Miglior fotografia straniera: Olympia Mytilinaiou – Miss Violence
- 2014
  - Premio alla memoria: Carlo Varini
  - Premio alla carriera: Blasco Giurato
  - Miglior fotografia italiana: Nicola Pecorini – Incompresa
  - Miglior fotografia straniera: Sofian El Fani – Timbuktu
- 2015
  - Premio alla memoria: Andrew Lesnie
  - Premio alla carriera: Dante Spinotti
  - Miglior fotografia italiana: Vladan Radovic – Anime nere
  - Miglior fotografia straniera: Łukasz Żal – Ida
- 2016
  - Premio alla memoria: Franco Di Giacomo
  - Premio alla carriera: Aiace Parolin
  - Miglior fotografia italiana: Matteo Cocco – Pericle il nero
  - Miglior fotografia straniera: Lorenzo Senatore – Risorto (Risen)
- 2017
  - Premio alla memoria: Václav Vích
  - Premio alla carriera: Pasquale Rachini
  - Miglior fotografia italiana: Ferran Paredes Rubio – Indivisibili
  - Miglior fotografia straniera: Mauro Fiore – I magnifici 7 (The Magnificent Seven)
- 2018
  - Premio alla memoria: Michael Ballhaus
  - Premio alla carriera: Lamberto Caimi
  - Miglior fotografia italiana: Francesca Amitrano – Ammore e malavita
  - Miglior fotografia straniera: Paweł Edelman – Quello che non so di lei (D'après une histoire vraie)
- 2019
  - Premio alla memoria: Franco Delli Colli
  - Premio alla carriera: John Bailey
  - Miglior fotografia italiana: Giovanni Fiore Coltellacci – Cyrano, mon amour (Edmond)
  - Miglior fotografia straniera: Vladislav Opel'janc – Summer (Leto)
- 2020
  - Premio alla memoria: Ennio Guarnieri
  - Premio alla carriera: Sergio D'Offizi
  - Miglior fotografia italiana: Nicolaj Brüel – Pinocchio
  - Miglior fotografia straniera: Ksenija Sereda – La ragazza d'autunno (Dylda)
- 2021
  - Premio alla memoria: Carlo Di Palma
  - Premio alla carriera: Yorgos Arvanitis
  - Miglior fotografia italiana: Crystel Fournier – Miss Marx
  - Miglior fotografia straniera: Hichame Alaouié – Estate '85 (Été 85)
- 2022
  - Premio alla memoria: Giuseppe Rotunno
  - Premio alla carriera: Fabio Zamarion
  - Miglior fotografia italiana: Petere Zeitlinger – L'angelo dei muri
  - Miglior fotografia straniera: Eli Arenson – Lamb (Dýrið)
- 2023
  - Premio alla memoria: Luigi Kuveiller
  - Premio alla carriera: Mauro Marchetti
  - Miglior fotografia italiana: Maura Morales Bergmann – La California
  - Miglior fotografia straniera: Arsenij Chačaturan – Bones and All
- 2024
  - Premio alla memoria: John Bailey
  - Premio alla carriera: Renato Berta
  - Miglior fotografia italiana: Francesco Di Giacomo - Rapito
  - Miglior fotografia straniera: Edward Lachman - El Conde

## Crediti
- Segreteria organizzativa a cura dell'associazione culturale "Teramo Nostra";
- Presentano: Antonella Salvucci e Stefano Masi;
- Regia: Gian Franco Manetta;
- SMM: Valentina Sacco